# Michael R. Anastasio

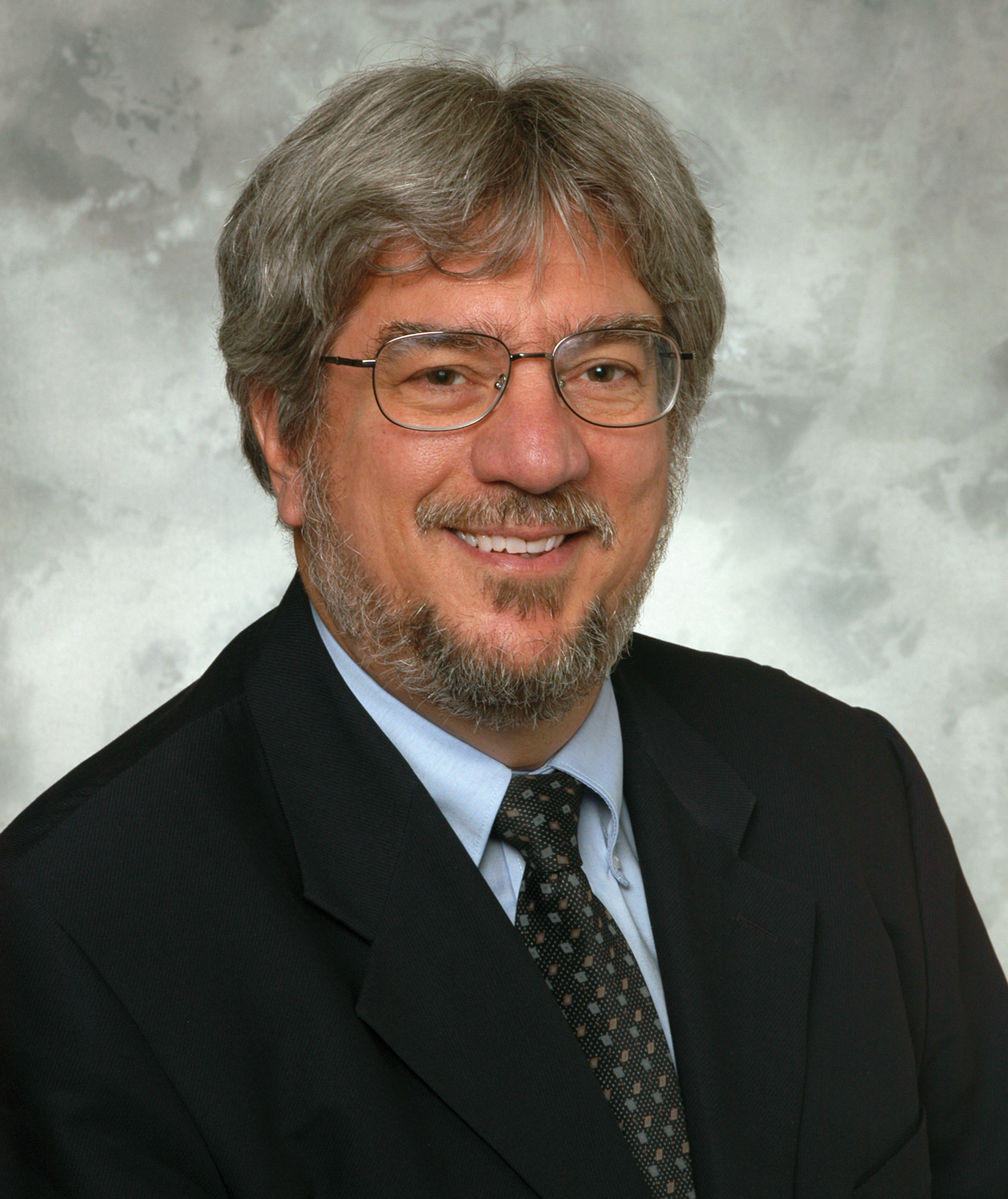
Michael R. Anastasio.

Michael R. Anastasio (nacido en 1948) fue el director del Laboratorio Nacional de Los Álamos y presidente de la Seguridad Nacional de Los Álamos, en inglés (Los Alamos National Security LLC), la empresa que maneja el laboratorio. Él es el antiguo director del Laboratorio Nacional Lawrence Livermore (LLNL). La Universidad de California eligió en el consejo de regerencia a Michael R. Anastasio director del LLNL el 4 de junio de 2002. Comenzó el 1 de julio de 2002. En 2005 se hizo presidente de la Seguridad Nacional de Los Álamos (LLC) y el 1 de junio de 2006 como director del Laboratorio Nacional de Los Álamos. Durante su cargo de director en Livermore Lawrence, el laboratorio ganó 25 R&D 100 premios y ha mantenido su posición de mando de categoría mundial en la informática de alto rendimiento y en las aplicaciones modeladas del clima global.
Está licenciado en física por la Universidad Johns Hopkins y obtuvo un premio de doctorado M.A. y PH.D en una teoría de física nuclear en la universidad Stony Brook. Su carrera en LLNL comenzó en 1980 como físico en la División-B, una de las dos divisiones de diseño de armas nucleares. Participó en el desarrollo del W87, W84, B83 y 10 pruebas nucleares; él era uno de los físicos de estos cuatro proyectos de prueba. En 1991, él fue elegido líder de la División-B y administrador de programas responsable del diseño de armas primarias. Desde 1996 hasta 2001, sirvió como director afiliado para la Defensa y las Tecnologías Nucleares, responsable de todas las actividades dentro del programa de armas nucleares del laboratorio. Con aquellas capacidades, contribuyó decisivamente al desarrollo y a la ejecución del Programa de Administración de Reservas nacionales.
Desde 2001 hasta 2002, Anastasio sirvió como director adjunto del LLNL para Operaciones Estratégicas.
Anastasio tiene 18 publicaciones sobre la energía intermedia y la física teórica nuclear. Recibió un premio por excelencia sobre el Reconocimiento de Armas del Departamento de Energía, es miembro del Sigma Pi Sigma, la sociedad de honor de física nacional; del Comando Estratégico de los Estados Unidos (USSTRATCOM), del grupo Strategic Advisory y del Destacamento de Fuerzas del Consejo de Ciencias de Defensa sobre Capacidades Nucleares.
- Datos: Q9032291